# اقیانوسی (آلبوم ونجلیس)
اقیانوسی (به انگلیسی: Oceanic) آلبومی محصول سال ۱۹۹۶ از نوازنده و هنرمند الکترونیک یونانی، ونجلیز می‌باشد. این آلبوم در ۲۵ اکتبر ۱۹۹۶ در اروپا و در ژانویهٔ ۱۹۹۷ در ایالات متحده منتشر شد. تک‌آهنگی که شامل ترانهٔ «Song of the Seas» بود در زمانی مشابه عرضه شد.
ونجلیز به شخصه در طراحی جلد این آلبوم هم - مانند اکثر آلبوم‌هایی که در اواخر دهه هفتاد و اوایل دهه هشتاد میلادی منتشر کرد - شرکت داشت. این آلبوم برای بسیاری از هواداران قدیمی‌اش که ریشه‌های ونجلیس را با سبک موسیقی progressive (پیش‌رونده) وی دوست داشتند نشان داد که یک آلبوم «بسیار لایت (light)» است، اما از سوی بسیاری از هواداران موسیقی عصر نوی او مورد استقبال قرار گرفت.
موسیقی اقیانوسی در موسیقی متن مستند محصول ۱۹۹۸، «دریاهای عمیق، رازهای عمیق» که به‌طور مشترک به وسیلهٔ Learning Channel و Discovery Channel تهیه شده بود، همراه با موسیقی‌های دیگری از ونجلیز از آلبوم پیشینش، صداها مورد استفاده قرار گرفت.

## فهرست آهنگ‌ها
تمام ترانه‌ها نوشته‌شده به وسیلهٔ ونجلیز
1. «Bon Voyage» – مدت: ۲:۳۳
2. «Sirens' Whispering» – مدت: ۷:۵۹
3. «Dreams of Surf» – مدت: ۲:۴۳
4. «Spanish Harbour» – مدت: ۶:۴۲
5. «Islands of the Orient» – مدت: ۷:۲۴
6. «Fields of Coral» – مدت: ۷:۴۴
7. «Aquatic Dance» – مدت: ۳:۴۴
8. «Memories of Blue» – مدت: ۵:۴۰
9. «Song of the Seas» – مدت: ۶:۱۲

## جدول موسیقی
| جدول موسیقی (۱۹۹۶) | رتبه |
| ------------------ | ---- |
| اتریش              | ۲۲   |
| فرانسه             | ۲۹   |
| سوئیس              | ۳۷   |
| سوئد               | ۶۰   |
| آلمان              | ۸۷   |
| هلند               | ۹۸   |

## منبع
- Wikipedia contributors, "Oceanic (Vangelis album)," Wikipedia, The Free Encyclopedia, http://en.wikipedia.org/w/index.php?title=Oceanic_%28Vangelis_album%29&oldid=172252309 (accessed December 17, 2007).